# Weststadt (Euskirchen)
Als Weststadt gilt in Euskirchen der Stadtteil, der sich zwischen der Bundesstraße 56, Kommerner Straße im Süden und dem Autobahnzubringer L264, Frauenberger Straße im Nordosten befindet. Da die Weststadt aber kein eigenständiger Bezirk ist, kann man das Gebiet nicht genau eingrenzen. Durch die Weststadt verläuft der Winkelpfad parallel zur Frauenberger Straße sowie der Rüdesheimer Ring, der die Weststadt von Osten nach Westen durchschneidet. 
Das rund 10 km² große Wohngebiet ist im größten Teil durch zweistöckige Einzel- und Reihenwohnhäuser mit anliegenden Gärten geprägt. Das Gebiet gilt als allgemein ruhig, dafür sprechen sinnbildlich eine große Menge von Tempo-30-Zonen. In der Euskirchener Weststadt befinden sich sechs städtische Spielplätze sowie die Gemeinschaftsgrundschule Weststadt und drei Kindergärten. Die Hauptschule Georgschule wird seit 2016 langsam aufgelöst und im selbigen Gebäude soll die neue Gesamtschule Euskirchen entstehen. An jener befindet sich auch das einzige Einkaufszentrum „Ringcenter“, das im größten Teil dem Einzelhandel zugeordnet werden kann und von fünf mehrstöckigen Hochhäusern umgeben ist. Im südlichen Teil, an der Kommerner Straße, befindet sich die Generalmajor-von-Gersdorff-Kaserne der Bundeswehr sowie die ehemalige belgische Loncin-Kaserne. Zudem befindet sich gegenüber dem Luisenplatz die Freiwillige Feuerwehr Euskirchen, dessen Gelände im Jahre 2016 wegen Platzmangel auf das ehemalige Bauhof-Gelände an der Danziger Straße vergrößert wurde.
Der Stadtbezirk wird umschlossen von den Buslinien 298, 808 und SB98 des RVK.
Durch die Weststadt fahren die stadtinternen 
Buslinien 871, 872 und 878 des SVE. Somit ist der Bezirk durch den ÖPNV sehr gut erschlossen.